# Lattre-Saint-Quentin
Lattre-Saint-Quentin is een gemeente in het Franse departement Pas-de-Calais (regio Hauts-de-France) en telt 193 inwoners (1999). De plaats maakt deel uit van het arrondissement Arras.

## Geografie
De oppervlakte van Lattre-Saint-Quentin bedraagt 7,6 km², de bevolkingsdichtheid is 25,4 inwoners per km².
De onderstaande kaart toont de ligging van Lattre-Saint-Quentin met de belangrijkste infrastructuur en aangrenzende gemeenten.

## Demografie
Onderstaande figuur toont het verloop van het inwonertal (bron: INSEE-tellingen).